# Pallavolo ai XIII Giochi panamericani
La Pallavolo ai XIII Giochi panamericani si svolse a Winnipeg, in Canada, dal 24 luglio al 2 agosto 1999. Presero parte ai Giochi otto squadre maschili e sei femminili.

## Podi
| Evento                      | Oro     | Argento | Bronzo      |
| Torneo maschile (dettagli)  | Cuba    | Brasile | Canada      |
| Torneo femminile (dettagli) | Brasile | Cuba    | Stati Uniti |